# House of Wax
House of Wax är en amerikansk skräckfilm från 2005 i regi av Jaume Collet-Serra. Filmen är en mycket fri nyinspelning av Vaxkabinettet från 1953.

## Handling
Sex ungdomar är på väg till en viktig match i amerikansk fotboll och på vägen övernattar de vid en tältplats. Efter ett bråk med en lastbilschaufför får de för sig att denne har mixtrat med bilen. De liftar in till den lilla staden i närheten, Ambrose. Där finns ett märkligt vaxmuseum med vaxdockor som ser väldigt mänskliga ut. Snart begriper de att vaxfigurerna är mördade människor och att mördarna finns kvar i staden, vaxstaden Ambrose, på jakt efter nya offer till sin samling.

## Rollista (urval)
- Elisha Cuthbert — Carly Jones
- Chad Michael Murray — Nick Jones
- Brian Van Holt — Bo/Vincent
- Paris Hilton — Paige Edwards
- Jared Padalecki — Wade
- Jon Abrahams — Dalton Chapman
- Robert Ri'chard — Blake
- Jon Abrahams (I) — Johnson Chapman
- Damon Herriman — Lester
- Murray Smith (VII) — Dr Sinclair
- Dragicia Debert — Trudy Sinclair